# Alfred Hoehn
Alfred Hoehn   (Oberellen, 20 d'octubre de 1887 - Königstein im Taunus, 2 d'agost de 1945) va ser un pianista, compositor, professor de piano i editor alemany.
Era fill d'un mestre i organista va ser promogut pel pianista Eugen d'Albert, el director de direcció Fritz Steinbach, director de "Meininger Hofkapelle" i el duc Jordi II de Saxònia-Meiningen, que van reconèixer el talent del jove músic, i es van defensar per això a estudiar música. Alfred Hoehn, que havia après el bàsic de tocar el piano del seu pare, va venir a Frankfurt del Main el 1900, on es va convertir en estudiant al "Conservatori Hoch" quan va assistir a la secundària. Lazzaro Uzielli, estudiant de Clara Schumann, va assumir la formació pianística del noi.
Després de completar la seva formació de piano el 1908, va estudiar amb Fritz Steinbach, que des de llavors va ocupar el càrrec de director general de música a Colònia i professor (des de 1902) al conservatori de música allà. Va introduir Hoehn a la carrera del pianista de concerts el 1908. A més, els estudis van ser realitzats per Eugen d'Albert i Ferruccio Busoni.
Després de la seva gira europea el 1909, Alfred Hoehn va guanyar el premi Anton Rubinstein el 1910 a Sant Petersburg davant Arthur Rubinstein, que va informar àmpliament sobre aquesta competició a les seves memòries i no va deixar cap dubte que realment es mereixia el 1r premi i Hoehn va guanyar principalment a causa de la protecció dels seus nobles mecenes. Tanmateix, admet que Hoehn, amb qui va estar molt bé durant la competició, havia realitzat una gesta magistral amb la seva interpretació de Hammer Piano Sonata de Beethoven, op.106, mentre que només interpretava la sonata E menor.
El mateix any 1910, el duc de Meiningen va nomenar Alfred Hoehn pianista de la cort.
Ja el 1907, abans d'acabar els seus estudis, Iwan Knorr, fou director del conservatori "Hoch'schen Hoehn" va impartir una tasca docent, que va dur a terme fins al 1916 i va acabar a petició pròpia. El 1913 va assumir una classe magistral al conservatori d'Estrasburg, dirigit per Hans Pfitzner. El 1929 Alfred Hoehn tornà a ser professor al Conservatori Hoch i després de la seva transformació parcial a la Universitat de Música de Frankfurt el 1938, Alfred Hoehn va ser professor i responsable de la classe magistral. En la mateixa funció treballava a l'Acadèmia de Música de Weimar com a successor de Bruno Hinze-Reinhold des de 1933.
La brillant carrera d'Alfred Hoehn va arribar a un final sobtat quan va patir un ictus a la primavera de 1940 durant l'assaig del segon concert de piano de Brahms en Dur major B de la Gewandhaus de Leipzig, del qual no es va recuperar mai. Va quedar paralitzat i va morir després d'una llarga malaltia pocs mesos després de la fi de la Segona Guerra Mundial el 2 d'agost de 1945 a l'"Hospital Königstein" de Taunus.
La tomba d'Alfred Hoehn es troba al cementiri de Kronberg, a Taunus, el seu últim lloc de residència. La seva propietat es conserva a l'arxiu de la Universitat de Música de Franz Liszt Weimar.

## Com a pianista i professor
A més de l'activitat del tan buscat pianista de concerts itinerants, Alfred Hoehn es va dedicar des dels seus estudis a la tasca professor docent, professor privat i pedagog. En contrast amb altres educadors que valoren la difusió i publicació de les seves idees, Hoehn no estava interessat en això i volia que el que es parlava a l'aula no es filtrés. Això s'aplica sobretot al sistema de tipus d'atac que representa, que només es va publicar després de la seva mort sense el consentiment donat durant la seva vida. No se sap res de la participació de Hoehn en l'origen i desenvolupament d'aquest mètode de pràctica. El seu estudiant Georg Roth opina que el sistema de Hoehn reuneix idees que es reflecteixen en les lliçons de Hoehn amb Lazzaro Uzielli i els suggeriments d'Eugen d'Albert i Ferruccio Busoni fins al segle xix (Friedrich Wieck i la seva filla Clara Schumann, Frédéric Chopin, Franz Liszt).